# Gunnar Sauer
Gunnar Sauer (Cuxhaven, 11 giugno 1964) è un ex calciatore tedesco, di ruolo centrocampista.

## Palmarès

### Club

#### Competizioni nazionali
- Campionato tedesco: 2

Werder Brema: 1987-1988, 1992-1993
- Supercoppa di Germania: 1

Werder Brema: 1988
- Coppa di Germania: 2

Werder Brema: 1990-1991, 1993-1994

### Nazionale
- Bronzo olimpico: 1

Seul 1988